# 23 juin 1943
Le mercredi 23 juin 1943 est le 174e jour de l'année 1943.

## Naissances
- Alain Belda, homme d'affaires canadien
- Albert Pintat Santolària, homme d'État andorran
- Jacqueline Tanner, écrivaine suisse
- James Levine, chef d’orchestre et pianiste américain
- Jean-Pierre Orfino, musicien et producteur français
- Laszlo Seleš, joueur de football serbe
- Vint Cerf, informaticien américain

## Décès
- Georges Leredu (né le 2 juin 1860), personnalité politique française
- Marie Mattingly Meloney (née le 8 décembre 1878), journaliste américaine

## Événements
- élections générales irlandaises de 1943
- Sortie du film Les Anges du péché
- départ du 55e convoi[1] de déportation des Juifs de France, du camp de Drancy vers Auschwitz : 1018 déportés, 72 survivants en 1945.